# Трофео Коста Этруска III
Трофео Коста Этруска III (итал. Trofeo Costa Etrusca III) — шоссейная однодневная велогонка, прошедшая по территории Италии в 2009 году.

## История
Гонка прошла единственный раз в 2009 году в рамках в Женского мирового шоссейного календаря UCI накануне ещё двух аналогичных гонок Трофео Коста Этруска I и Трофео Коста Этруска II. Из-за этого в ряде источников может упоминаться под названием Trofeo Costa Etrusca: GP Comuni Rosignano - Livorno.
В первой половине февраля 2010 года была отменена по финансовым и организационным причинам вместе с двумя остальными гонками и больше не проводилась.
Маршрут гонки проходил на Этрусском побережье — в провинции Ливорно области Тоскана между Розиньяно-Мариттимо и Ливорно. Протяжённость дистанции составила 114 км. Победу одержала британка Эмма Пули.

## Призёры
| Год  | Победитель | Второй            | Третий       |
| ---- | ---------- | ----------------- | ------------ |
| 2009 | Эмма Пули  | Кристин Армстронг | Марианна Вос |